# 南山日报
《南山日报》是中华人民共和国广东省深圳市曾经存在的一份报刊。是中共深圳市南山区党委的党报，原为周报，2001年改为日报，号称要成为全国第一社区报。2003年7月15日，中共中央办公厅及国务院办公厅发布关于报刊治理整顿的决定，决定停办大批县市报，受此影响，《南山日报》因此于2004年1月取消刊号。